# Hessen Kassel Heritage
Die Hessen Kassel Heritage (früher Museumslandschaft Hessen Kassel kurz MHK) ist eine Institution des Landes Hessen. Sie ist mit der Verwaltung von kunsthistorisch bedeutsamen Liegenschaften und Sammlungen des Landes in Kassel betraut.
Zu den Liegenschaften in Kassel gehören der Bergpark Wilhelmshöhe mit dem Herkules, dem Schloss Wilhelmshöhe, der Löwenburg, dem Ballhaus und dem Großen Gewächshaus, sowie der Park Karlsaue mit seinen Bauwerken, der Orangerie und dem Marmorbad, das Hessische Landesmuseum mit der Torwache, und die Neue Galerie. Zu den Liegenschaften außerhalb Kassels zählen das Museum Schloss Friedrichstein in Bad Wildungen und das Schloss Wilhelmsthal bei Calden.
Die Museumslandschaft Hessen Kassel betreut diese Liegenschaften und Sammlungen auch in wissenschaftlicher Hinsicht und fungiert als Herausgeber von Publikationen. Von August 2009 bis zu seinem Ruhestand zu Beginn des Jahres 2018 war der Kunsthistoriker Bernd Küster Direktor der MHK. Sein Nachfolger ist Martin Eberle.

## Geschichte
Grundstücke, Gebäude und Sammlungen gehen auf die Landgrafen und späteren Kurfürsten von Hessen-Kassel zurück. Der jahrhundertealte, fürstliche Sammlungs-Kernbestand ist in seiner Vielfalt bis heute geschlossen erhalten. Eine derartige Geschlossenheit findet sich in Deutschland sonst nur in den Sammlungen von Dresden und München. So sammelten die Landgrafen und Kurfürsten im Bereich der Astronomie sowie einzelner Kunsthandwerke, holten bedeutende europäische Künstler, Mathematiker und Architekten an ihren Hof und beschäftigten sich mit Altertümern sowie mit zeitgenössischer Kunst. Die Sammlungen entstanden teils aus Staatsraison, teils aus persönlichem Interesse der Landgrafen und Kurfürsten. Ab der Mitte des 19. Jahrhunderts trugen auch bürgerliche Schenkungen und Leihgaben zur Vervollständigung des historischen Bestandes bei. Diese Art der Sammlungserweiterung wird bis heute beibehalten. 1866, nach der Annexion von Hessen-Kassel, überführte Preußen die damaligen fürstlichen Sammlungen erstmals in staatliche Verwaltung. 1924 wurden diese als Staatliche Kunstsammlungen Kassel zusammengefasst und mit einer gemeinsamen Verwaltung und wissenschaftlichen Leitung versehen. 1945, mit der Gründung des Landes Hessen, ging diese Institution in die Obhut und den Besitz des Landes Hessen über. 1992 wurde die Einrichtung in Staatliche Museen Kassel umbenannt. 2006 erfolgte eine Neustrukturierung: die Staatlichen Museen Kassel fusionierten mit den Kasseler Liegenschaften der Staatlichen Schlösser und Gärten Hessen. In diesem Zusammenhang erfolgte die Umbenennung in Museumslandschaft Hessen Kassel (MHK). 2023 erfolgte dann die Umbenennung in Hessen Kassel Heritage, eine in der Öffentlichkeit auch stark kritisierte Maßnahme.
Direktoren
- 1924–1928: Johannes Boehlau
- 1928–1945: Kurt Luthmer
- 1946–1961: Hans Vogel
- 1962–1982: Erich Herzog
- 1982–1995: Ulrich Schmidt
- 1995–2000: Hans Ottomeyer
- 2000–2008: Michael Eissenhauer
- 2009–2017: Bernd Küster
- seit 1. Mai 2018: Martin Eberle

## Liegenschaften und Sammlungen
In der Stadt Kassel betreut und betreibt die Hessen Kassel Heritage folgende Einrichtungen sowie Parks:

### Bergpark Wilhelmshöhe
Der Bergpark Wilhelmshöhe wird von der Hessen Kassel Heritage betreut und ist eine barocke Anlage mit dem Schloss Wilhelmshöhe, der Herkules-Statue und den 250 Meter langen Kaskaden, die zu Beginn des 18. Jahrhunderts entstand. Später erfolgte die Weiterentwicklung hin zu einem Landschaftspark. Es entstand eine weitläufige, idealisierte Naturlandschaft mit Wasserfällen, Aquädukt und Fontäne (Wasserspiele). Der am Hang des Habichtswaldes gelegene Bergpark ist einer der größten Europas. Die gesamte Anlage vom Herkulesbauwerk über die Kaskaden zum Schloss, bis zur sich hin zur Stadt erstreckenden Barockachse als Ausdruck der fürstlichen Machtrepräsentation ist weltweit einzigartig. Am 23. Juni 2013 wurde der Bergpark als UNESCO-Welterbe anerkannt.
Die Museumslandschaft Hessen Kassel übernimmt die gärtnerische, kulturelle und museale Pflege sowie Betreuung des Bergparks. Sie betreut und betreibt dort im Speziellen:

#### Herkules
Der Herkules mit dem Oktogon bildet den höchsten Punkt im Bergpark. Er wurde zwischen 1700 und 1717 von dem italienischen Architekten Giovanni Francesco Guerniero unter Landgraf Karl von Hessen-Kassel errichtet. Die Statue des Herkules ist 8,30 m hoch und wurde von dem Augsburger Goldschmied Johann Jakob Anthoni nach dem Vorbild des antiken Hercules Farnese gefertigt. Auf dem Oktogon befindet sich eine Besucherplattform.

#### Wasserspiele
Eine besondere Attraktion sind die sommerlichen Wasserspiele. Sie erstrecken sich von den Kaskaden unterhalb des Herkules u. a. über den Steinhöfer Wasserfall, die Teufelsbrücke und das Aquädukt sowie die Peneuskaskaden hinab zum Schlossteich. Hier bildet die „Große Fontäne“ den Abschluss.

#### Museum Schloss Wilhelmshöhe

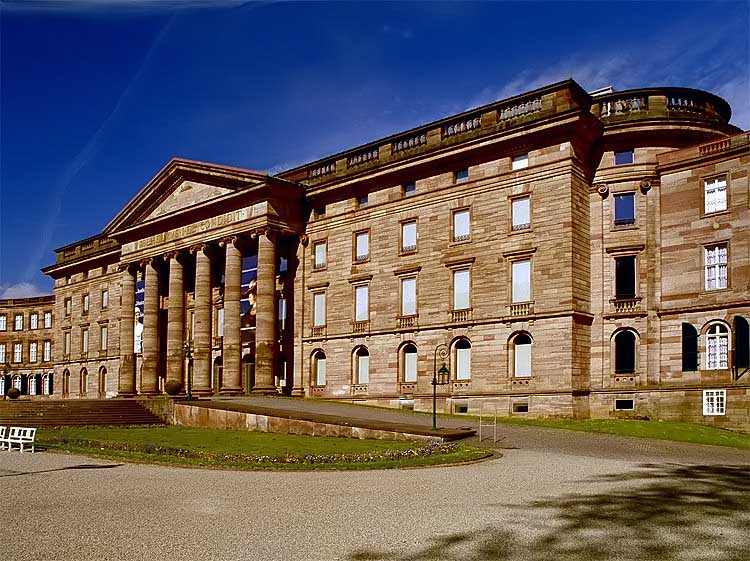
Schloss Wilhelmshöhe (Mitteltrakt von Westen)

Das Schloss Wilhelmshöhe entstand ab 1786 in mehreren Etappen. Heutzutage beherbergt es  die Antikensammlung, die Gemäldegalerie Alte Meister, die Graphische Sammlung und im Weißensteinflügel das Schlossmuseum im Weißensteinflügel. Außerdem befinden sich im Schloss Wilhelmshöhe auch eine historische Kapelle, ein Bistro und die Verwaltung der Museumslandschaft Hessen Kassel.
Beim Weißensteinflügel handelt es sich um den Südflügel des Schlosses. Er entstand in den Jahren 1786–1790 und wurde als landgräflicher Wohn- und Repräsentationsraum genutzt. Heute können die historischen Schlossräume, wie z. B. Speisesaal, Bildnisgalerie, Schreibzimmer, und Badezimmer besichtigt werden. Es werden Möbel und Ausstattungsstücke aus der Zeit des Empire sowie Bestände aus der kurfürstlichen Bibliothek und der Porzellansammlung präsentiert.
Die Dauerausstellung der Antikensammlung ist in die Bereiche Archäologie, Skulptur, Mythos, Griechen, Römer und Herkules unterteilt. Durch didaktische Angebote soll eine Verbindung zwischen den ausgestellten antiken Exponaten und der Gegenwart hergestellt werden.
Die Gemäldegalerie Alte Meister beinhaltet europäische Gemälde der Spätgotik, der Renaissance, des Barock und des Klassizismus. Einen Schwerpunkt bilden die holländische und die flämische Malerei des 17. Jahrhunderts.
Die Graphische Sammlung besteht aus über 60.000 Handzeichnungen, druckgraphischen Arbeiten, Plakaten und illustrierten Büchern vom Spätmittelalter bis zur zeitgenössischen Kunst. Regional reicht sie von Deutschland über die Niederlande und Frankreich bis nach Italien. Eine Besonderheit stellt die umfangreiche Sammlung an Architekturzeichnungen zu den Bauvorhaben der hessischen Landgrafen dar.

#### Löwenburg
Die Löwenburg wurde zwischen 1793 und 1801 unter Landgraf Wilhelm IX. von Hessen-Kassel, dem späteren Kurfürst Wilhelm I. vom Hofbaumeister Heinrich Christoph Jussow erbaut. Im Innern befinden sich fürstliche Wohnräume mit historischer Ausstattung. Auf Grund von Renovierungsarbeiten können momentan nur die Rüstkammer, die Burgkapelle und die Außenanlagen u. a. mit der Wolfsschlucht und dem Burg- und Kastellangarten im Rahmen einer Führung besichtigt werden.

#### Ballhaus
Das Ballhaus steht neben dem Schloss Wilhelmshöhe. Außen schlicht gehalten, ist es im Inneren mit einem großen, prachtvoll ausgemalten Ballsaal ausgestattet. Das Ballhaus wurde in den Jahren 1808/1809 von Leo von Klenze im Auftrag des Bruders Napoleons, Jérôme Bonaparte, während dessen Regierungszeit in Kassel erbaut. Die Innenausstattung erhielt es erst 1828 durch den Kasseler Architekten Johann Conrad Bromeis. Auf Grund von umfangreichen Renovierungsarbeiten kann das Ballhaus momentan (2016) nicht besichtigt werden.

#### Großes Gewächshaus
Das Große Gewächshaus befindet sich in der Nähe des Schlosses und wurde in den Jahren 1822/23 vom Hofarchitekten Johann Conrad Bromeis unter Kurfürst Wilhelm II. zur Kultivierung kostbarer exotischer Pflanzen errichtet. Der Innenraum kann in den Wintermonaten besichtigt werden.

#### Besucherzentren
Das Alte Stationsgebäude bei der Endhaltestelle der derzeitigen Straßenbahnlinie 1 wurde 1898 errichtet. Es beherbergt seit 2008 eines von zwei Besucherzentren des Bergparks Wilhelmshöhe (Besucherzentrum Wilhelmshöhe). Das andere Besucherzentrum befindet beim Herkules-Monument in einem eigens dafür erbauten Gebäude und wurde 2011 eröffnet (Besucherzentrum Herkules).

#### Weitere Bauwerke im Bergpark Wilhelmshöhe
- In der Alten Post, die 1897 für Kaiser Wilhelm II, der regelmäßig im benachbarten Schloss Wilhelmshöhe die Sommer verbrachte, errichtet wurde, befindet sich heute die Museumspädagogische Abteilung der Museumslandschaft Hessen Kassel (Kreativ MHK).[16]
- Das unter Landgraf Friedrich II. zunächst für eine Hofgärtnerwohnung errichtete und 1788 als Kavalierhaus eingerichtete Haus ist heutzutage eines der Verwaltungsgebäude der Museumslandschaft Hessen Kassel.[17]
- Erhalten ist der ehemalige Marstall. Das nördliche Kopfende des westlichen Marstallflügels bildet das sogenannte Gärtnerhaus. Es beherbergt heutzutage die Gartenverwaltung des Bergparks Wilhelmshöhe.[18]
- Mehrere einfache erhaltene Gewächshäuser befinden sich westlich des ehemaligen Marstalls. Sie stammen zum Hauptteil aus dem 20. Jahrhundert und werden heutzutage durch die Anzuchtgärtnerei der Wilhelmshöhe genutzt.[19]

### Park Karlsaue
Der Staatspark Karlsaue wurde um 1700 als barocke Parkanlage erschaffen. Ende des 18. Jahrhunderts wurde er zu einem Landschaftspark umgestaltet und einer breiteren Öffentlichkeit zugänglich gemacht. Im Park befindet sich die Insel Siebenbergen, die Orangerie und das Marmorbad.

#### Orangerie

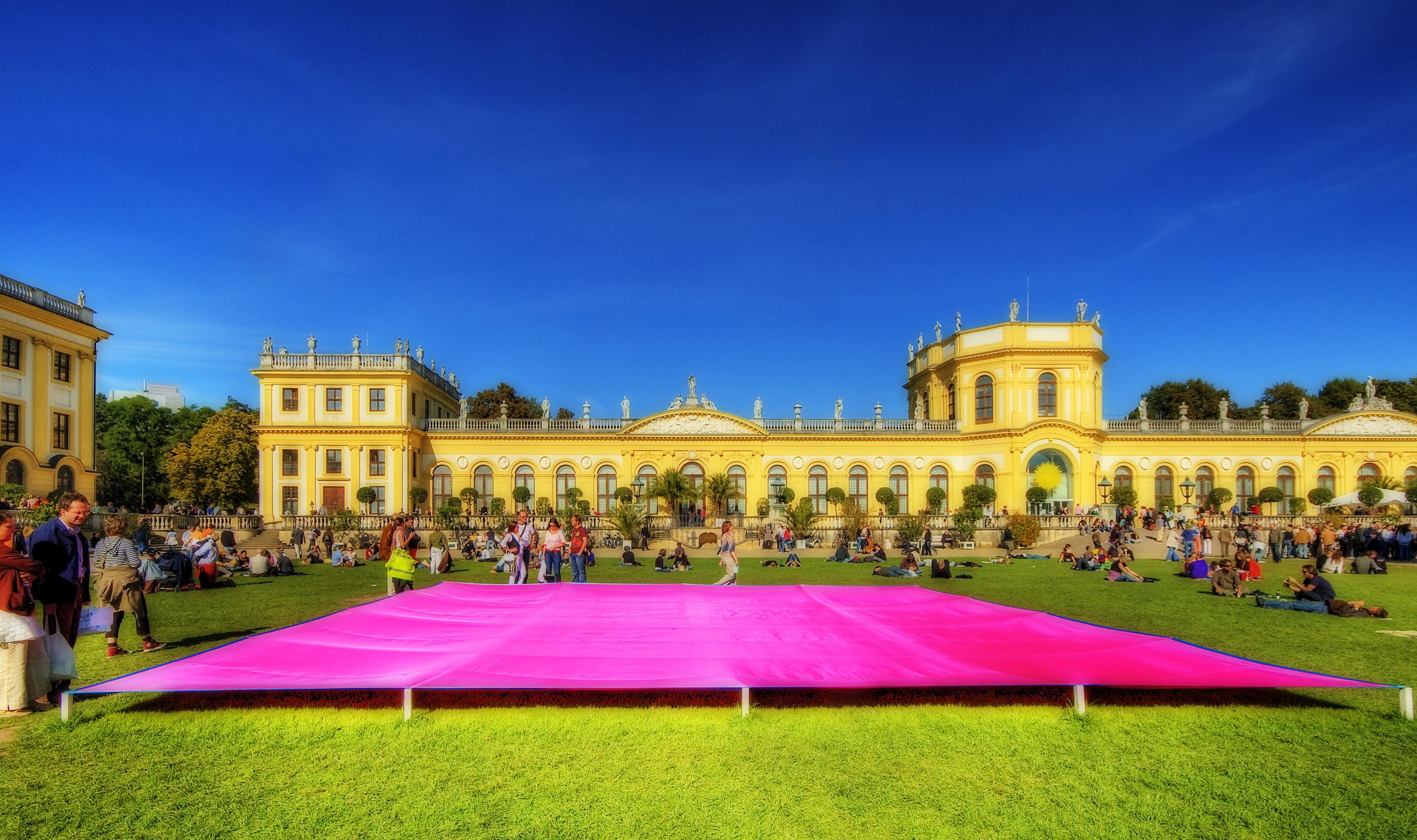
Orangerie (2007, während der documenta 12)

Die Orangerie in der Karlsaue wurde zwischen 1701 und 1710 unter Landgraf Karl erbaut. Sie diente im Winter als Gewächshaus für zahlreiche Orangen- und Lorbeerbäume. Die beiden Eckpavillons waren die Sommerresidenz des Landgrafenpaares. Heutzutage beherbergt die Orangerie das Astronomisch-Physikalische Kabinett und ein Planetarium. Ihr Westpavillon wird regelmäßig für Sonderausstellungen genutzt.
Das Astronomisch-Physikalische Kabinett beinhaltet die Ausstellungsbereiche Astronomie, Uhren, Geodäsie, Physik und Mathematik/Informationstechnik. Die Entstehung der Sammlung ist der kontinuierlichen Förderung der Naturwissenschaften durch die hessischen Landgrafen, aber auch ihrer Sammelleidenschaft für Kuriositäten zu verdanken.
Das Kasseler Planetarium hat einen Kuppeldurchmesser von zehn Metern und bietet Platz für 50 Personen. Das Programm wird vom Astronomischen Arbeitskreis Kassel gestaltet.

#### Marmorbad
Das Marmorbad neben der Orangerie ist Deutschlands letzte bedeutende und erhaltene repräsentative Badeanlage aus der Zeit des Spätbarock. Es wurde 1722 bis 1728 unter Landgraf Karl von Hessen-Kassel erbaut. Die Innengestaltung, marmorne Skulpturen und Wandreliefs sowie Medaillons und Porträtbüsten, wurde vom römischen Bildhauer Pierre-Étienne Monnot geschaffen. In den Sommermonaten kann das Gebäude von innen besichtigt werden.

#### Insel Siebenbergen
Die Insel Siebenbergen ist eine kleine Blumeninsel mit botanischer Vielfalt am südlichen Rand der Karlsaue. Sie kann von Besuchern besichtigt werden.

### Hessisches Landesmuseum

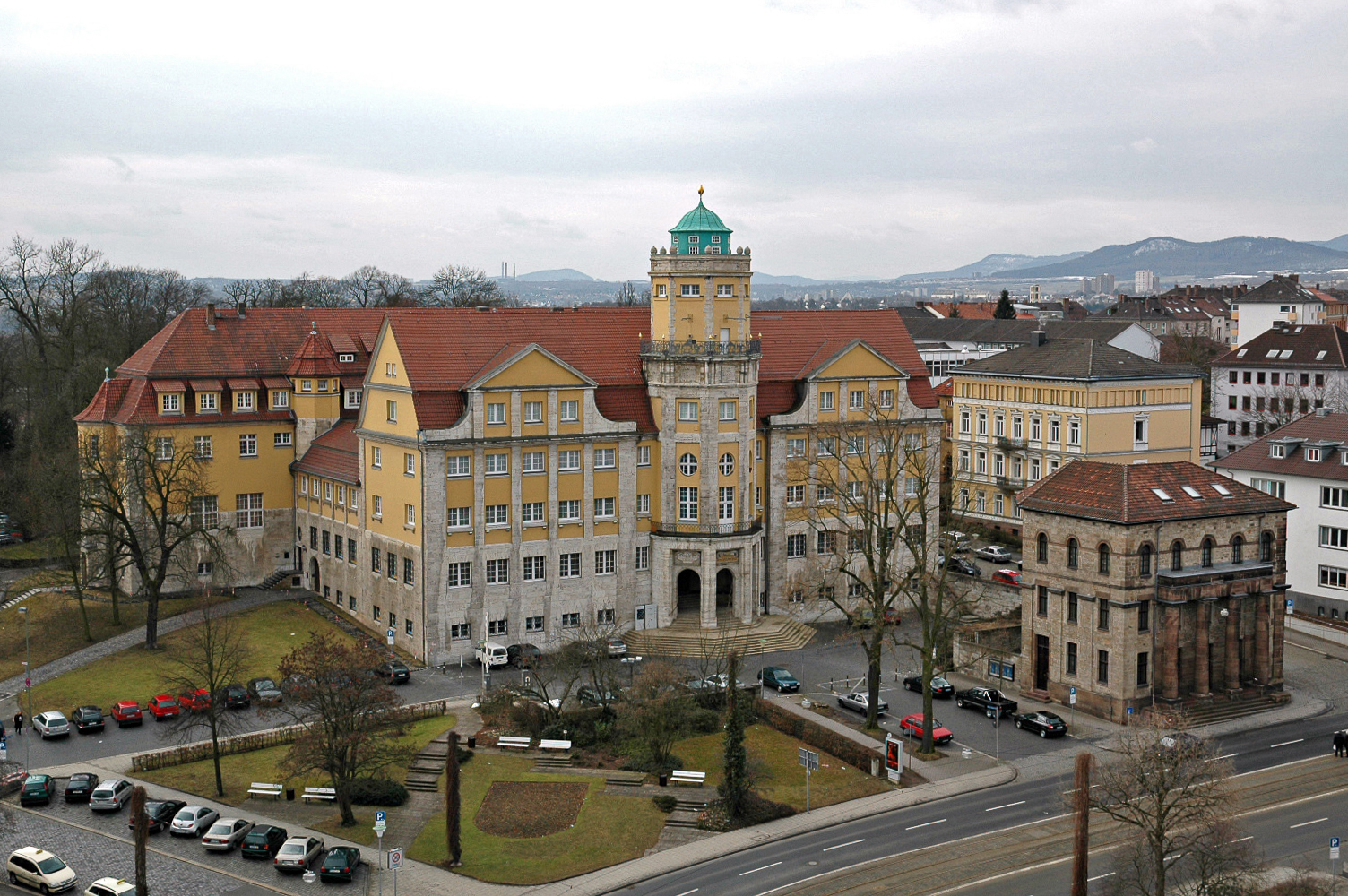
Hessisches Landesmuseum, rechts die Torwache (2005)

Das Hessische Landesmuseum liegt am Brüder-Grimm-Platz, am Rande der Innenstadt und dem Beginn der Wilhelmshöher Allee. Entworfen vom Architekten Theodor Fischer wurde das Museum am 23. August 1913, zur Tausendjahrfeier der Stadt Kassel, eingeweiht.

#### Sammlungen im Hessischen Landesmuseum
Bis 2008 waren im Hessischen Landesmuseum die Sammlungen zur Vor- und Frühgeschichte, zur Angewandten Kunst, der Volkskunde und des Deutschen Tapetenmuseums untergebracht. Das Deutsche Tapetenmuseum soll künftig an einem neuen Standort präsentiert werden.

#### Torwache
Das Gebäude der Torwache befindet sich neben dem Hessischen Landesmuseum am Brüder-Grimm-Platz. Das Gebäude ist Teil einer unvollendeten Toranlage, die der Architekt Heinrich Christoph Jussow im Jahr 1805 entworfen hat. Dort wird Kunsthandwerk vom Historismus bis zum Design der Gegenwart ausgestellt. Bis auf Weiteres ist die Torwache geschlossen.

### Neue Galerie
Die Neue Galerie liegt an der sogenannten „Schönen Aussicht“ zwischen Rathaus und Karlsaue. Sie wurde in den Jahren von 1871 bis 1877 nach Plänen des Architekten Heinrich von Dehn-Rotfelser im Stil der Neorenaissance nach dem Vorbild der Alten Pinakothek München von Leo von Klenze errichtet. Der Bau beherbergte ursprünglich die Gemäldegalerie Alte Meister. Nach Zerstörungen im Zweiten Weltkrieg wurde diese Sammlung in das Schloss Wilhelmshöhe verlagert. 1976 eröffnete die Neue Galerie mit neuem Konzept und unter ihrem heutigen Namen. Seitdem präsentiert sie Kunst vom 18. Jahrhundert bis in die Gegenwart. Im November 2011 wurde das Haus nach aufwendigen Sanierungsarbeiten wiedereröffnet. Die Neugestaltung wurde durch das Architekturbüro Volker Staab betreut.
Außerhalb der Stadt Kassel betreut und betreibt die Museumslandschaft Hessen Kassel folgende Einrichtungen sowie Parks:

### Museum Schloss Friedrichstein

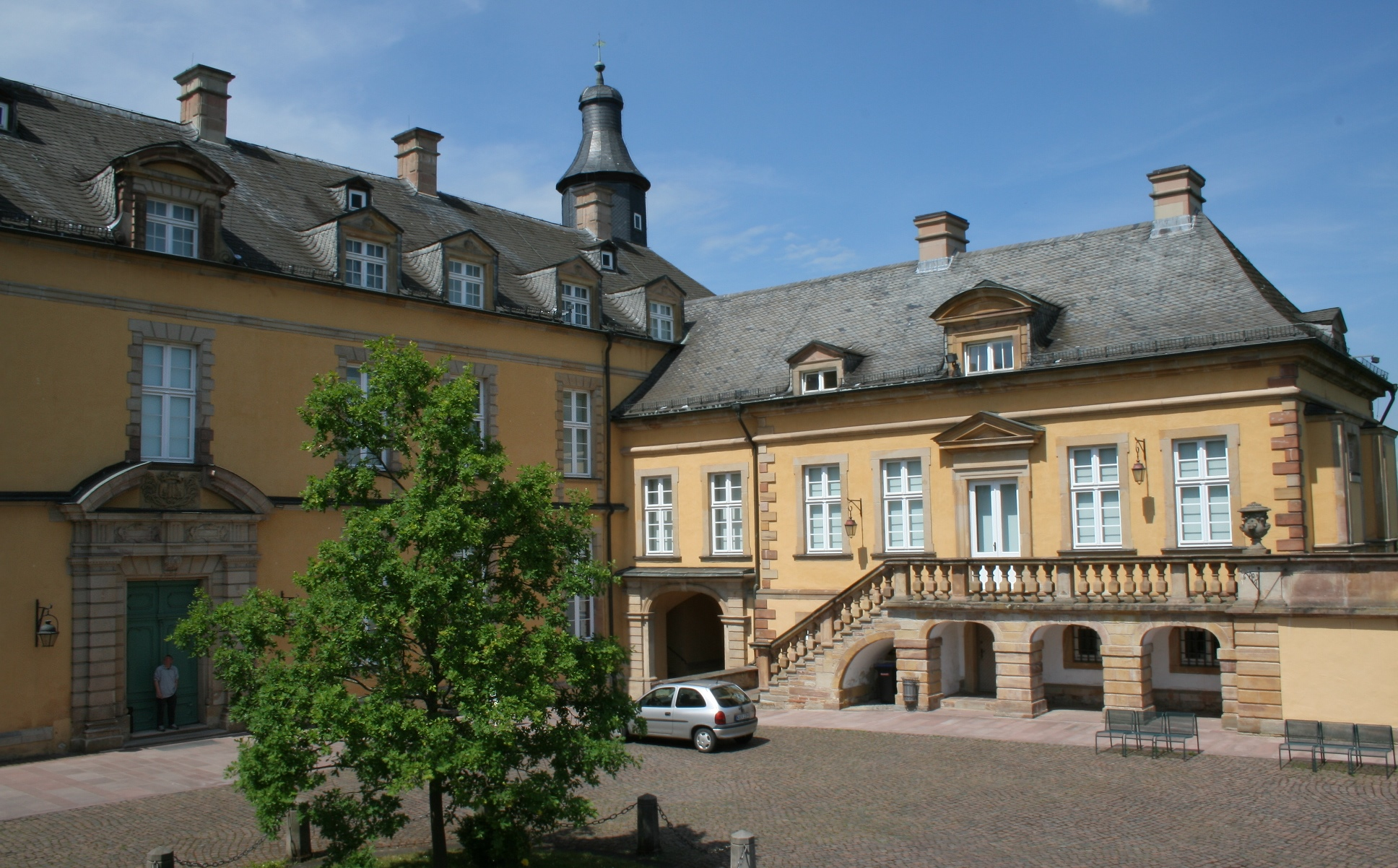
Schloss Friedrichstein, Innenhof (Nordflügel) (2007)

Das Museum Schloss Friedrichstein befindet sich im Norden von Bad Wildungen. Zunächst ein mittelalterlicher Bau, begann Josias II. von Waldeck um 1660 an gleicher Stelle ein Barockschloss nach französischem Vorbild zu bauen. Nach umfangreichen Restaurierungsarbeiten durch das Land Hessen als Eigentümer steht das Schloss seit 1980 der Museumslandschaft Hessen Kassel (damals Staatlichen Museen Kassel) als Ausstellungsort zur Verfügung. Hier werden seitdem zwei Sammlungskomplexe präsentiert, die seit 1937 unausgestellt blieben: die ehemals im Hessischen Landesmuseum angesiedelten Sammlungen zur hessischen Militär- und Jagdgeschichte.
Die Sammlung zur hessischen Militärgeschichte umfasst historische Waffen, Uniformen, Orden sowie Gemälde vom Mittelalter bis zur Angliederung des Kurfürstentums an Preußen (1866). Ergänzt wird diese Sammlung um Militaria des Fürstentums Waldeck-Pyrmont, dessen Fürsten Schloss Friedrichstein erbauen ließen.
Der Sammlungskomplex Jagdgeräte und Jagdwaffen des 16. bis 19. Jahrhunderts stammt aus ehemals landgräflichem Besitz. Diese Objekte zeigen den Reichtum und die Vielgestaltigkeit einer fürstlichen Jagdkammer.

### Schloss und Park Wilhelmsthal

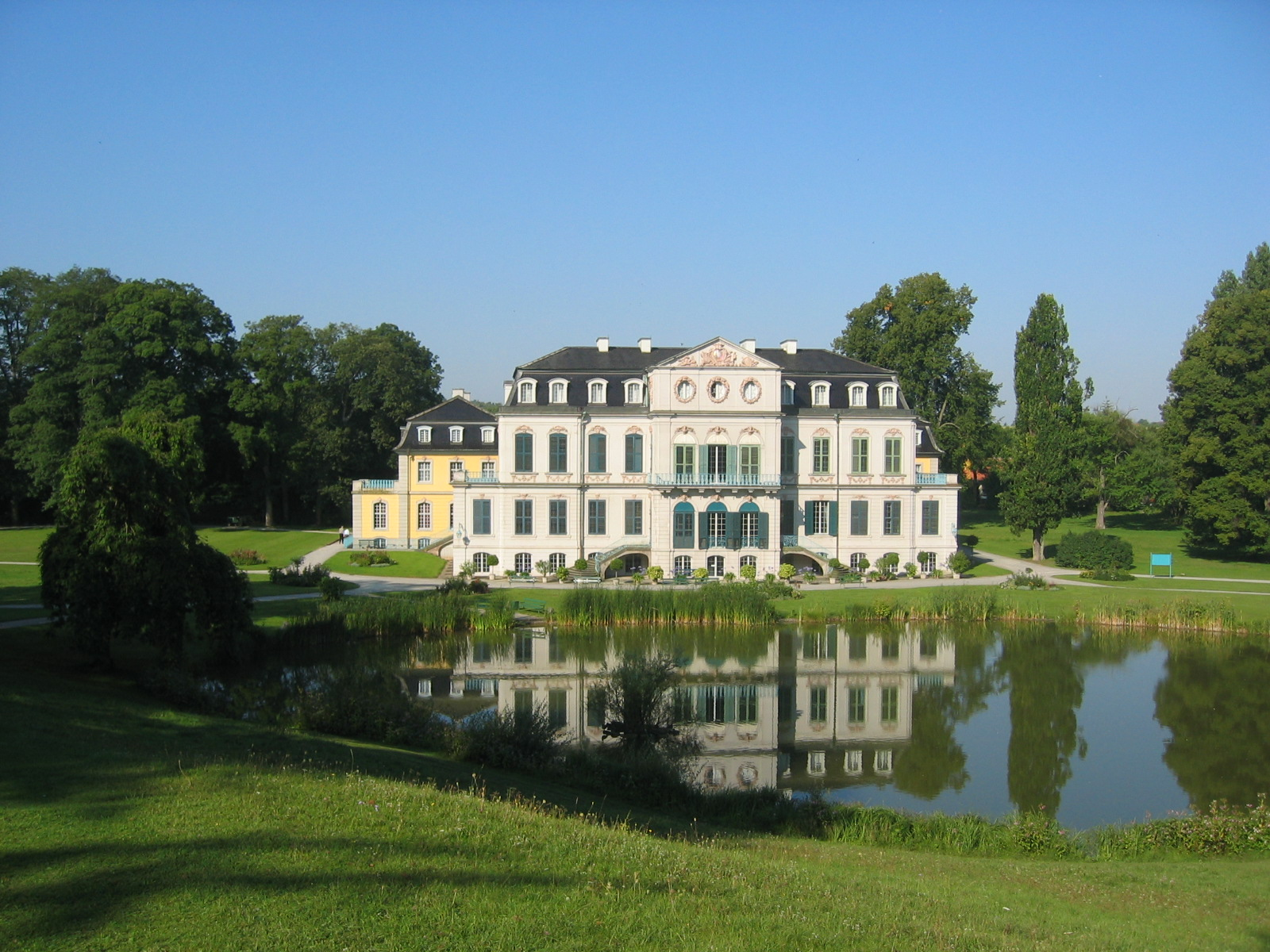
Schloss Wilhelmsthal, Gartenansicht

Das Schloss Wilhelmsthal, bei Calden in der Nähe von Kassel, gilt als eines der schönsten Rokoko-Schlösser Deutschlands. Es wurde unter Landgraf Wilhelm VIII. von Hessen-Kassel zwischen 1747 und 1761 nach den Entwürfen des Münchner Hofarchitekten François de Cuvilliés erbaut. Die Innenräume wurden von dem Bildhauer Johann August Nahl gestaltet. Die Schlossräume und ihre Einrichtung und Ausstattung können innerhalb einer Führung besichtigt werden. Der Schlosspark lädt zum Spazieren ein.